# Нахсинхронен дублаж
Нахсинхронен дублаж е метод в кинопроизводството за фиксиране на диалога върху магнитна лента. Терминът произхожда от немската дума nachsynchron, която в превод означава „след-едновременен“, иначе казано – „пълно покритие“.
Използва се в множество държави при излъчването на чуждестранни сериали, филми, реклами и други видове медия с дублаж. Оригиналните гласове се заменят напълно с тези на озвучаващите артисти в държавата, в която се излъчват.
В САЩ този процес започва да се използва през 50-те години на ХХ век.
В България се използва от 90-те години на ХХ век и предимно се използва за дублаж на анимационни филми и сериали. Един от първите игрални филми с нахсинхронен дублаж е „Мисис Даутфайър“, излъчен по Канал 1 през 1999 г.
В нахсинхронните дублажи на филмите са участвали различни лица от киното, театъра и телевизията, включително популярни български актьори, певци, телевизионни водещи и инфлуенсъри.
Сред известните актьори на България в театъра и киното, които озвучават само един филм в нахсинхронните дублажи за кино, са Златина Тодева, Тодор Колев, Стефан Данаилов, Георги Мамалев, Диян Мачев, Мария Каварджикова, Бойка Велкова, Мартина Вачкова, Михаил Билалов, Нона Йотова, Красимир Радков, Лилия Маравиля, Снежина Петрова, Силвестър Силвестров, Димитър Рачков, Невена Бозукова, Моню Монев, Десислава Бакърджиева, Иван Юруков, Руши Видинлиев, Ники Илиев, Саня Борисова, Евгени Будинов, Александър Кадиев, Явор Бахаров, Радина Кърджилова, Виолета Марковска, Силвия Петкова, Дария Симеонова и Радина Боршош.

## Известни личности, участвали в нахсинхронни дублажи

### Актьори (мъже)
- Филип Аврамов – „Деца шпиони: Краят на времето“,[4] „Малката стъпка“, „Енканто“ и др.[5]
- Димо Алексиев – „DC Лигата на супер-любимците“[6]
- Дарин Ангелов – „Ледена епоха“ и „Смърфовете: Забравеното селце“
- Деян Ангелов – „Ледена епоха“, „Храбрият гълъб“, „Всички на сърф“, „Чудната петорка“ и др.
- Иво Аръков – „Героичната шесторка“ и „Смърфовете: Забравеното селце“
- Петър Байков – „Господарка на злото 2“
- Явор Бахаров – „Бикът Фердинанд“[7]
- Михаил Билалов – „Смелата Ваяна“[8]
- Атанас Бончев – „Шрек“ и „Смърфовете“
- Евгени Будинов – „Колите 3“ и „Бикът Фердинанд“[7]
- Руши Видинлиев – „Роботи“
- Камен Воденичаров – „Стюарт Литъл“,[9][10] „Планета 51“, „Playmobil: Филмът“ и „Клара“
- Калин Врачански – „Рапунцел и разбойникът“,[11] „Мегаум“[11] и „Щъркели“
- Ангел Георгиев – „Тарзан 2“ и „Рататуй“
- Герасим Георгиев – „Турбо“, „Щъркели“ и „Бебе Бос“
- Йордан Господинов-Дачко – „Шрек завинаги“, „Смърфовете“ и „Сабрина: Тайните на една тийн вещица“
- Станимир Гъмов – „Динозавър“, „Цар лъв 2: Гордостта на Симба“, „Героичната шесторка“ и „Миньоните“
- Христо Гърбов – „Рататуи“ и „Мармадюк“
- Леарт Докле – „Сами вкъщи“
- Теодор Елмазов – „Пинокио“, „Мулан“, „Таласъми ООД“ и др.
- Стефан Данаилов – „Играта на играчките 3“
- Николай Илиев – „Играта на играчките 3“
- Александър Кадиев – „Аз, проклетникът 3“
- Виктор Калев – „Стюарт Литъл“ и „Стюарт Литъл 2“
- Вълчо Камарашев – „Колите“ и „Робин Худ“
- Владимир Карамазов – „Принцесата и жабокът“[12] и „Кубо и пътят на самурая“
- Тодор Колев – „Роботи“
- Малин Кръстев – „Рио“ и „Рио 2“[13]
- Кръстю Лафазанов – „Стюарт Литъл“, „Братът на мечката“ и „Шрек“
- Георги Мамалев – „Планета 51“
- Диян Мачев – „Лоракс“
- Васил Михайлов – „Мечо Пух“
- Моню Монев – „Лего Батман: Филмът“
- Руслан Мъйнов – „Хортън“ и „Търсенето на Дори“
- Христо Мутафчиев – „Космически забивки“, „Ледена епоха“, „Аладин“, „Търсенето на Немо“ и др.
- Любомир Нейков – „Братът на мечката“, „Гарфилд“ и „Търсенето на Дори“
- Николай Николаев – „Играта на играчките“
- Пламен Пеев – „Братът на мечката“, „Феноменалните“, „Колите“, „Артур и минимоите“, „Домът на Фостър за въображаеми приятели“ и други.
- Антон Радичев – „Тарзан 2“ и „Колите“
- Красимир Радков – „Angry Birds: Филмът“
- Башар Рахал – „Фантастичното приключение до Оз“ и „Падингтън 2“
- Димитър Рачков – „Братът на мечката“
- Александър Сано – „Зоотрополис“
- Силвестър Силвестров – „Весели крачета 2“
- Деян Славчев – „Роботи“ и „Алфа и Омега“
- Ники Станоев – „Angry Birds: Филмът“[14]
- Иван Тишев – „Червената обувчица и седемте джуджета“
- Тончо Токмакчиев – „Стюарт Литъл“
- Румен Угрински – „Хари Потър и Стаята на тайните“, „Мегаум“, „Весели крачета 2“ и др.
- Николай Урумов – „Цар лъв“, „Ледена епоха“, „Кунг-фу панда“ и др.
- Любен Чаталов – „Атлантида: Изгубената империя“ и „Див живот“
- Стефан Щерев – Чечо – „Динозавър“
- Иван Юруков – „Гринч“[15]

### Актьори (жени)
- Десислава Бакърджиева – „Търсенето на Дори“
- Невена Бозукова – „Тайната на Коко“
- Саня Борисова – „Играта на играчките 3“
- Радина Боршош – „Господарка на злото 2“[16][17][18]
- Бойка Велкова – „Хари Потър и Философският камък“
- Мартина Вачкова – „Стюарт Литъл“
- Стела Ганчева – „Колите 3“
- Нона Йотова – „Снежанка и седемте джуджета“
- Елен Колева – „Хотел Трансилвания“, „Сами вкъщи“ и „Малката стъпка“
- Мария Каварджикова – „Лило и Стич“
- Биляна Казакова – „Колите 3“
- Радина Кърджилова – „Парка на чудесата“
- Лилия Маравиля – „Смърфовете: Забравеното селце“
- Милена Маркова – „Ой, къде изчезна Ной!“, „Червената обувчица и седемте джуджета“, „Напред“, „Ой, къде изчезна Ной! 2“[19] и „Чуден свят“
- Виолета Марковска – „Алфа и Омега“[20][21]
- Ирена Милянкова – „Алберт“[22] и „Пътешествие до луната“
- Мая Новоселска – „Лейди и Скитника“ и „Смелата Ваяна“[8]
- Ралица Паскалева – „Емоджи: Филмът“[23][24] и „DC Лигата на супер-любимците“[25]
- Силвия Петкова – „Angry Birds: Филмът 2“[26][27]
- Латинка Петрова – „Отнесена от духовете“, „Лоракс“, „Хотел Трансилвания“ и „Рио 2“
- Снежина Петрова – „Рапунцел и разбойникът“
- Александра Раева – „Смърфовете: Забравеното селце“ и „Лего Батман: Филмът“
- Койна Русева – „Ледена епоха“
- Дария Симеонова – „Колите 3“[28]
- Александра Сърчаджиева – „Самолети“, „Angry Birds: Филмът“,[29] „Хотел Трансилвания 3: Чудовищна ваканция“ и „Angry Birds: Филмът 2“[30]
- Златина Тодева – „Братът на мечката“
- Ернестина Шинова – „Падингтън 2“
- Ваня Щерева – „Падингтън 2“

### Музиканти (мъже)
- Ангел и Мойсей – „Хотел Трансилвания“
- Цветелин Атанасов (Цецо Елвиса) – „Лате и магическият воден камък“[31][32] и „Алберт“[33]
- Рафи Бохосян – „Овца или вълк“ и „Шпионски бъркотии“
- Добрин Векилов – „Аз, проклетникът 2“ и „Смърфовете: Забравеното селце“
- Румънеца и Енчев – „Артур и минимоите“, „Рио“ и „Рио 2“
- Ивайло Иванов-Играта – „Заешко училище: Пазителите на златното яйце“,[34] „Алберт“,[35] „Двама приятели и язовец“,[36][37] „Забравената Коледа“ и „Снежни топки“
- Мирослав Костадинов – „Принцът на Египет“
- Кирил Маричков – „Играта на играчките“
- Георги Милчев – Годжи – „Angry Birds: Филмът“[14]
- Орлин Павлов – „Сами вкъщи“, „Красавицата и Звяра“, „Зайчето Питър“, „Малката стъпка“, „Сами вкъщи 2“ и „Зайчето Питър 2: По широкия свят“
- Искрен Пецов – „Лате и магическият воден камък“,[38][39] „Алберт“,[40] „Пътешествие до луната“,[41] „Двама приятели и язовец“ и „Снежни топки“
- Славин Славчев – „Крокодилът Лайл“[42][43][44]
- Ицо Хазарта – „Костенурките нинджа“ и „Angry Birds: Филмът 2“[30]
- Папи Ханс – „Червената обувчица и седемте джуджета“
- Дичо Христов – „Кунг-фу панда“

### Музиканти (жени)
- Весела Бонева – „Малката русалка“, „Ледена епоха 4: Континентален дрейф“, „Красавицата и Звяра“, „Замръзналото кралство“, „Чаровният принц“ и „Енканто“[5]
- Димитрина Германова – „Енканто“,[45] „Малката русалка“[46] и „Злосторница“
- Поли Генова – „Смърфовете“, „Зоотрополис“ и „Тайният свят на Финик“
- Маги Джанаварова – „Джъстин и рицарите на честта“[47]
- Кристина Димитрова – „Лате и магическият воден камък“[48][49]
- Антоанета Добрева – „Артур и отмъщението на Малтазар“ „Артур и войната на двата свята“, „Смърфовете: Забравеното селце“ и „Малката стъпка“
- Йоанна Драгнева – „Седмото джудже“, „Овца или вълк“, „Моята непослушна фея“ и др.
- Мария Илиева – „Отвътре навън“[50]
- Белослава Йонова – „Роботи“, „Мечо Пух“, „Весели крачета 2“ и „Моята непослушна фея“
- Керана – „Желание“, [51][52][53] „Тролчета: Бандата се събира“ и „Злосторница“
- Силвия Кацарова – „Братът на мечката“
- Надежда Ковачева – „Смелата Ваяна 2“[54]
- Кръстина Кокорска – „Тролчета“, „Малката стъпка“, „Цар лъв“, „Енканто“ и др.
- Михаела Маринова – „Смелата Ваяна“[55][56]
- Прея Осасей – „LEGO: Филмът 2“,[57] „Angry Birds: Филмът 2“,[30] „Доктор Дулитъл“, „Спондж Боб: Гъба беглец“ и „Енканто“[5]
- Петя Панева – „Пътешествие до луната“[58][59]
- Лидия Стаматова – „Заешко училище: Пазителите на златното яйце“[60]
- Дивна Станчева – „Елена от Авалор“ и „Загубеният Йети“[61]
- Джина Стоева – „Пътешествие до луната“[62]
- Михаела Филева – „Овца или вълк“, „Смърфовете: Забравеното селце“ и „Парка на чудесата“
- Невена Цонева – „Храбро сърце“ и „Аладин“

### Други личности
- Александра Богданска – „Гринч“[63][64][65] и „Зайчето Питър 2: По широкия свят“
- Андреа Банда Банда – „Гарфилд: Филмът“[66][67][68]
- Гала – „Артур и минимоите“
- Любен Дилов-син – „Артур и минимоите“ и „Артур и войната на двата свята“
- Калоян Димитров-Баллан – „Алберт“[69] и „Пътешествие до луната“[70][71]
- Иван Звездев – „Рататуи“
- Станислава Кара – „Търсенето на Дори“
- Емил Конрад – „Моята непослушна фея“
- Даниел Петканов – „Гринч“ и „Зайчето Питър 2: По широкия свят“
- Иво Сиромахов – „Angry Birds: Филмът“[14]
- Деян Славчев-Део – „Роботи“, „Алфа и Омега“ и „Джъстин и рицарите на честта“[47]
- Никол Станкулова – „Рио 2“[72]
- Слави Трифонов – „Angry Birds: Филмът“[73][14]
- Николаос Цитиридис – „Миньоните 2“[74]